# Harba
Harbà és una vila preislàmica de l'Iraq, avui en ruïnes. Podria ser una ciutat babilònica; està situada al sud-oest de Balad a la riba occidental del Shutayt (un antic llit del Tigris). El 696 el cap kharigita Shahib va passar el Tigris amb les seves forces en aquest punt durant la campanya contra Al-Hajjaj ibn Yússuf. Llavors hi havia algunes fàbriques tèxtils i de ceràmica. El califa al-Mustànsir hi van fer grans treballs de reg (1232) dels que es conserven un canal i un pont de quatre arcs (24 metres de llarg i 12 d'ample).